# Фолмерсвајлер
Фолмерсвајлер (њем. Vollmersweiler) општина је у њемачкој савезној држави Рајна-Палатинат. Једно је од 31 општинског средишта округа Гермерсхајм. Према процјени из 2010. у општини је живјело 213 становника. Посједује регионалну шифру (AGS) 7334031.

## Географски и демографски подаци
Фолмерсвајлер се налази у савезној држави Рајна-Палатинат у округу Гермерсхајм. Општина се налази на надморској висини од 142 метра. Површина општине износи 2,2 km². У самом мјесту је, према процјени из 2010. године, живјело 213 становника. Просјечна густина становништва износи 98 становника/km².

## Међународна сарадња
| Мјесто      | Држава    | Врста сарадње | Од    |
| ----------- | --------- | ------------- | ----- |
|             | Пољска    | партнерство   | 1993. |
| Кани Барвил | Француска | партнерство   | 1967. |
| Извор       |           |               |       |